# Abraham Alikhanov
Abram Isaakovich Alijanov, ruso: Абрам Исаакович Алиханов, nacido Alikhanian; 4 de marzo [O.S. 20 de febrero] de 1904 - 8 de diciembre de 1970) fue un físico experimental armenio soviético especializado en física nuclear y de partículas. Fue uno de los físicos más destacados de la Unión Soviética.
Alikhanov estudió los rayos X y los rayos cósmicos antes de unirse al proyecto de la bomba atómica soviética . Entre 1945 y 1968 dirigió el Instituto de Física Teórica y Experimental (ITEP) de Moscú, que lleva su nombre en 2004. Dirigió el desarrollo del primer reactor de investigación y del primer reactor industrial de agua pesada de la Unión Soviética. Entraron en servicio en 1949 y 1951, respectivamente. También fue pionero en la tecnología soviética de aceleradores.  En 1934, él e Igor Kurchatov crearon un " ciclotrón bebé", el primer "ciclotrón" que funcionó fuera de Berkeley, California. Fue el impulsor de la construcción del sincrotrón de 70 GeV en Serpukhov (1967), el más grande del mundo en aquel momento.
Su hermano, Artem Alikhanian, residió en la Armenia soviética y dirigió el Instituto de Física de Ereván durante muchos años.

## Primeros años de vida
Abraham Alijanov nació el 4 de marzo de 1904 en Elizavetpol (actual Ganja, Azerbaiyán), de padres armenios. Su padre, Isahak Alikhanian (fallecido en 1925), era ingeniero ferroviario (maquinista) en el Ferrocarril Transcaucásico, mientras que su madre, Yulia Artemevna (de soltera Sulkhanova), era ama de casa. Su hermano menor, Artem Alikhanian (1908-1978), también fue un destacado físico. Tuvieron dos hermanas: Araksia (n. 1906) y Ruzanna (n. 1913). Su familia vivió en Alexandropol (hoy Gyumri) en 1912-13, donde Abram asistió a un colegio comercial. A continuación, la familia se trasladó a Tiflis (hoy Tbilisi), donde vivieron hasta 1918. De nuevo se trasladaron a vivir a Alexandropol hasta la guerra turco-armenia de 1920. Regresaron a Tiflis y Abram se graduó en un colegio comercial de Tiflis en 1921. Después se matriculó en el Instituto Politécnico de Tiflis, pero, en su mayor parte, no estudió para poder mantenerse económicamente a sí mismo y a su familia. Trabajó como cajero y telefonista.

## Carrera temprana en Leningrado (1927-1941)
En 1923 Alikhanov se mudó a Leningrado y se matriculó en el departamento de química del Instituto Politécnico. En 1924 se trasladó al departamento de física y mecánica, fundado por Abram Ioffe . Además de Ioffe, otros científicos destacados enseñaron allí, entre ellos Nikolay Semyonov y Yakov Frenkel. En 1925-27 trabajó en el hospital Mechnikov como radiólogo.  Se graduó en 1929.

### Rayos X (1927-1933)
En 1927, Alikhanov comenzó a trabajar a tiempo parcial en el Instituto Técnico-Físico de Leningrado como investigador centrado en rayos X, difracción de rayos X y física del estado sólido. En 1929 publicó su primer artículo sobre el uso del análisis de rayos X en la investigación de la estructura cristalina de la aleación de cobre y aluminio. En 1929, después de graduarse en el Instituto Politécnico, trabajó a tiempo completo en el Instituto Físico-Técnico. Comenzó una colaboración de larga duración con su hermano menor, Artem y Lev Artsimovich en 1930.  Bajo la supervisión de Pyotr Ivanovich Lukirskii, jefe del laboratorio de rayos X, Alikhanov y Artsimovich estudiaron óptica de rayos X de 1930 a 1933.  Los resultados incluyeron un "estudio de la reflexión interna total de los rayos X a partir de capas finas de diversas sustancias". Demostró que el aluminio no sufre transformación alotrópica cuando se somete a rayos X a 550-600 °C. También realizó un "estudio de la reflexión interna total de los rayos X a partir de capas delgadas y la estimación de la profundidad de su penetración en el medio". Alikhanov también demostró que las leyes de la óptica clásica se pueden aplicar a la reflexión de los rayos X duros."  Alikhanov resumió los resultados en una monografía de 1933 titulada Óptica de rayos X (Оптика рентгеновских лучей).

### Física nuclear (1933-1941)

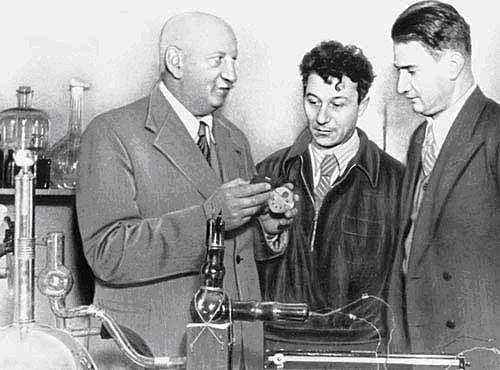
Ioffe, Alikhanov y Kurchatov a principios de los años 1930

Alikhanov pasó a la física nuclear en 1933, tras el descubrimiento del neutrón y el positrón en 1932. Abram Ioffe nombró a Alikhanov jefe del laboratorio de positrones del Departamento de Física del Estado Sólido del Instituto Físico-Técnico. Su grupo estudió la creación de pares y los rayos gamma y realizó observaciones de positrones utilizando contadores Geiger. Según Viktor Frenkel, su trabajo se convirtió en un " "punto de partida para la aplicación de la radioingeniería a la física nuclear experimental en la Unión Soviética".
Abov escribió que en 1933-34 Alijanov y sus colegas fueron los "primeros en estudiar en detalle el espectro de positrones procedentes de la conversión externa de pares en todo el rango de energía. Entre otras cosas, demostraron que, de acuerdo con los resultados teóricos pertinentes, el máximo del espectro se produce en las proximidades de la energía del positrón igual a la mitad de la energía del punto final". Y añadió: "Esas investigaciones permitieron revelar líneas gamma hasta entonces desconocidas, por lo que fue posible reconstruir los diagramas de desintegración de los núcleos excitados."
Continuaron estudiando la desintegración beta utilizando no la habitual cámara de niebla de Wilson, sino un espectrómetro desarrollado por Alikhanov y Mikhail Kozodayev.  Se trataba de una versión "radicalmente mejorada" del "clásico espectrómetro magnético de campo transversal, dotándolo de un sistema de contadores de descarga de gas acoplados por coincidencia". La utilización de este sistema de registro supuso una importante novedad metodológica. Abrió el camino al desarrollo de la electrónica nuclear soviética, avanzada en muchos de sus aspectos por los alumnos de Alijanov. El nuevo espectrómetro magnético era capaz de registrar los procesos comparativamente poco frecuentes de producción de positrones y podía utilizarse para investigar sus espectros de energía, la dependencia del rendimiento de positrones de la energía γ-cuántica y del número atómico del elemento, etc." 
En 1934, Alikhanov e Igor Kurchatov construyeron un " ciclotrón bebé", que se convirtió en el primer "ciclotrón" que funcionó fuera de Berkeley, California, donde Ernest Lawrence lo había inventado años antes. No funcionó por mucho tiempo, aunque se realizaron algunos experimentos. El primer ciclotrón propiamente dicho en la Unión Soviética se construyó en el Instituto del Radio de Leningrado en 1936.
Alikhanov "descubrió que los positrones estaban presentes incluso en ausencia de un convertidor hecho de un elemento pesado, y esto le llevó al descubrimiento de un nuevo fenómeno: la producción de un par electrón-positrón como resultado de la conversión interna de la energía del núcleo excitado". Este fenómeno se utilizó posteriormente en la espectroscopia nuclear. El grupo de Alijanov también estudió la dispersión de electrones rápidos en la materia y los espectros beta de sustancias radiactivas. En 1938, Alijanov descubrió un nuevo método para determinar la masa en reposo del neutrino a partir de la desintegración de los núcleos de Be .
Obtuvo un doctorado en Ciencias Físicas y Matemáticas en 1935.  Dio una conferencia en la Universidad Estatal de Transporte de San Petersburgo en 1939-1941 y presidió su Departamento de Física.

## Los rayos cósmicos y Armenia (1941-1943)
Alikhanov planeó estudiar los rayos cósmicos, la única fuente de partículas de alta energía conocida en ese momento, en las montañas de Pamir en el verano de 1941, sin embargo, debido al acercamiento de las fuerzas nazis, Alikhanov y el Instituto de Problemas Físicos fueron evacuado a Kazán en octubre de 1941. En abril de 1942 se trasladó a Ereván, Armenia soviética, con la intención de estudiar los rayos cósmicos en el monte Aragats. La expedición a Aragats tuvo como resultado el descubrimiento de la "presencia de un grupo intenso de protones con energías comparativamente pequeñas en la componente blanda de la radiación cósmica" y la "presencia de una corriente de protones rápidos en la radiación cósmica".
Alikhanov y su grupo, incluido su hermano Artem Alikhanian, también concluyeron erróneamente en la existencia de partículas de radiación cósmica, llamadas por ellos varitrones, que supuestamente poseían un amplio espectro de masas. Los hermanos Alikhanov-Alikhanian fueron muy criticados por esta afirmación. Turkevich señaló en 1956 que "esta afirmación fue cuestionada en Occidente y atacada por un grupo de físicos soviéticos, con la consiguiente agria polémica en las revistas de física soviéticas. La controversia nunca se ha resuelto oficialmente, y la investigación soviética sobre los rayos cósmicos ha sufrido una falta de prestigio." 
Alikhanov y su hermano Artem establecieron el Instituto de Física de Ereván (YerPhI) en 1943 como una rama de la Universidad Estatal de Ereván .

## Carrera en Moscú (1943-1968)
Después de regresar a Rusia desde Armenia, Alikhanov trabajó en el Instituto de Problemas Físicos de Moscú de 1944 a 1946. 
Entre 1947 y 1951 Alikhanov dirigió el Departamento de Estructura de la Materia de la Facultad de Física y Tecnología de la Universidad Estatal de Moscú. Ayudó a organizar la División de Física Nuclear de la Academia de Ciencias Soviética. 
Entre los estudiantes de Alikhanov se encontraban Boris S. Dzhelepov, Venedikt P. Dzhelepov, Mikhail S. Kozodaev, Sergey Ya. Nikitin, Piotr E. Spivak . 

### Proyecto de bomba atómica
Alikhanov estuvo involucrado en el proyecto de la bomba atómica soviética. Después de que las autoridades soviéticas conocieran los programas alemanes, británicos y estadounidenses de armas nucleares a mediados de 1942, comenzaron los trabajos en el proyecto soviético liderado por Igor Kurchatov. En el Laboratorio no. 2, Alikhanov fue asignado para desarrollar una pila nuclear con agua pesada. Lev Artsimovich, Isaak Kikoin y Anatoly Alexandrov trabajaron en la separación de isótopos electromagnéticos, procesos de difusión gaseosa y procesos de difusión térmica, respectivamente. Mientras Alikhanov dirigía la investigación sobre la construcción de un reactor de agua pesada . En agosto de 1945 se formó el Comité Especial dependiente del Consejo de Ministros (Consejo de Comisarios del Pueblo) para supervisar los trabajos con uranio, encabezado por Lavrenty Beria. El Consejo Científico-Técnico estaba encabezado por Boris Vannikov e incluía a Alikhanov (inicialmente como secretario científico), Igor Kurchatov, Pyotr Kapitsa, Abram Ioffe y otros.

### ITEP

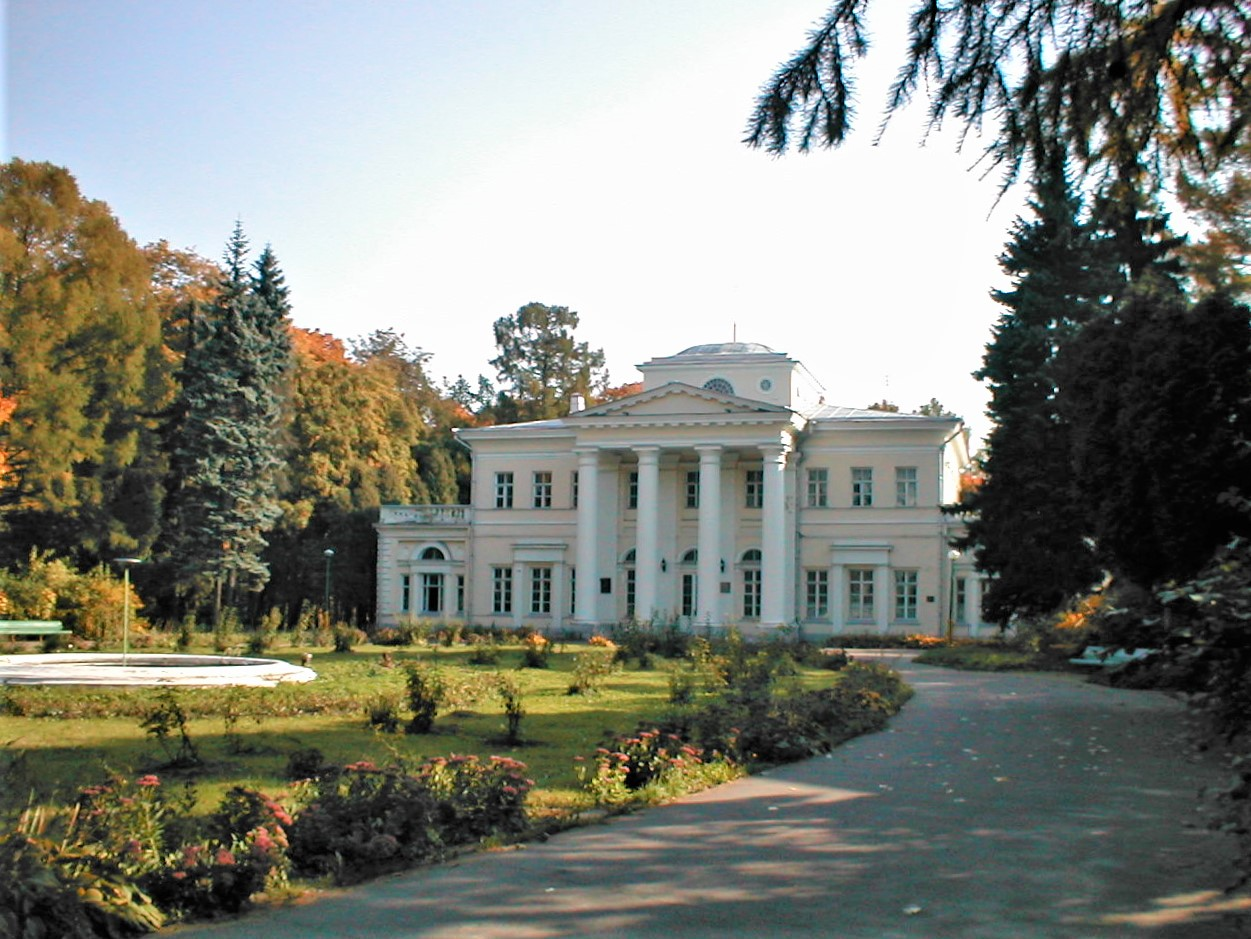
El Instituto de Física Teórica y Experimental (ITEP) de Moscú

El 1 de diciembre de 1945 se creó en Moscú el Laboratorio núm. 3 de la Academia Soviética de Ciencias, con Alijanov como director. El laboratorio pasó a llamarse Laboratorio de Ingeniería Térmica (Теплотехническая лаборатория) en 1949  y recibió su nombre moderno, Instituto de Física Teórica y Experimental (ITEP), en 1958. Alikhanov dirigió el instituto durante 23 años, hasta que se jubiló en 1968. Lev Landau y su alumno Isaak Pomeranchuk dirigieron la división teórica del instituto en 1945–46 y 1946–66, respectivamente.
En el ITEP, Alikhanov dirigió la investigación y el desarrollo de técnicas de centelleo, cámaras de burbujas y cámaras de chispas. 

#### Reactor nuclear
El laboratorio/instituto se centró inicialmente en lo que Alikhanov ya había comenzado a trabajar: la construcción de un reactor nuclear a base de agua pesada.  Con un personal reducido, Alikhanov dirigió el diseño del primer reactor en 1947. Fue construido en 1948 y puesto en funcionamiento con éxito el 25 de abril de 1949. Alikhanov se implicó personalmente en el proyecto. Resolvió todos los "problemas físicos y técnicos que surgieron en la construcción del reactor" y abordó los "trabajos más sucios sin vacilar; así, el reactor fue en su mayor parte su criatura". Fue el primer reactor de investigación de agua pesada de la URSS. En él se realizaron numerosos estudios y descubrimientos. Fue clausurado en 1987.
El reactor no se inventó para generar energía nuclear, sino para realizar experimentos que permitieran avanzar en el diseño y la construcción de otros reactores. En 1959, Alikhanov dirigió el diseño de reactores experimentales de investigación de agua pesada de 10 MW, que se construyeron en China y Yugoslavia bajo su supervisión.
Alijanov también dirigió el proyecto de diseño del primer reactor industrial de agua pesada de la Unión Soviética. Bautizado OK-180, fue puesto en servicio en octubre de 1951 en Chelyabinsk-65 . Sus intercambiadores de calor se congelaron poco después de entrar en funcionamiento. Fue dado de baja en 1965 y posteriormente desmontado. Hasta el final de su carrera, Alikhanov "siguió siendo un líder renombrado y un firme defensor" de los reactores de agua pesada, aunque se dio preferencia a los reactores moderados por grafito por su precio. 

#### Aceleradores
En 1952, después de la finalización del reactor de agua pesada, la principal dirección del instituto de Alikhanov fue la construcción de un acelerador de alta energía. En 1961 se completó y puso en servicio en el instituto un acelerador de  protones con un fuerte enfoque de 7 GeV (gigaelectronvoltios). El acelerador permitió ampliar la investigación sobre física de partículas elementales en el ITEP. Alikhanov dirigió varios estudios e investigaciones basados en el nuevo instrumento, entre los que destacan las investigaciones sobre la "dispersión de piones en nucleones con gran transferencia de momento".
El acelerador de 7 GeV sirvió como prototipo o modelo operativo para el acelerador de 70 GeV en Serpujov, desarrollado por Alikhanov.   Alikhanov "se convirtió en el impulsor de la construcción del acelerador Serpukhov".  Alikhanov y su equipo participaron en su diseño. El acelerador Serpukhov se puso en funcionamiento en 1967 y se convirtió en el acelerador de protones más grande del mundo en ese momento.
Mikhail Shifman señaló que Alikhanov fue la "fuerza impulsora detrás de la decisión de construir los primeros aceleradores de enfoque fuerte" en la Unión Soviética: en el ITEP y en el Instituto de Física de Altas Energías (IHEP) en Protvino, cerca de Serpukhov.  El acelerador de Serpujov, cuya construcción comenzó en 1960, fue transferido al IHEP. Abov señaló que la decisión del Ministerio de Defensa fue un "golpe irreparable" para Alikhanov, porque "privó al instituto de cualquier perspectiva de mayor desarrollo". El Ministerio había alegado que la construcción del acelerador era lenta, sin embargo, según Abov, el Ministerio había tomado la decisión de transferirlo al IHEP desde el principio. 

#### Violación de paridad
Entre 1957 y 1960, tras el experimento de Wu, Alikhanov supervisó la investigación sobre la violación de la paridad en la desintegración beta. Los estudios dirigidos por él confirmaron los hallazgos de Wu y exploraron la estructura de la interacción débil.  Alikhanov fue el primer físico soviético en investigarlo. Midió la polarización longitudinal de los electrones en la desintegración β.

## Vida personal y muerte.
Alikhanov era conocido por su familia y amigos como "Abusha" (Абуша). Un grupo de sus colegas y estudiantes escribieron que era "extremadamente directo y generoso en su trato con la gente, independientemente de si el asunto era un problema científico o meramente personal",  mientras que David Holloway lo describió como "de mal genio".
Alikhanov fue un amigo cercano y de toda la vida de su colega Lev Artsimovich. Frecuentaba el apartamento de Artsimovich para contar historias sobre sus amigos el escritor satírico Mijaíl Zoshchenko, la poeta Anna Ajmátova y el compositor Dmitri Shostakóvich. El artista armenio Martiros Sarian, amigo suyo, pintó un retrato de Alikhanov. Es propiedad de la familia Alikhanov.
Alikhanov se casó dos veces. Tuvo dos hijos con su primera esposa, Anna Grigorievna Prokofieva, con quien se casó en 1925. Su hijo Rubén era físico, mientras que su hija Seda era escritora. Su segunda esposa, Slava Solomonovna Roshal (n. 1916), fue violinista . Tuvieron dos hijos: Tigran (n. 1943), pianista, y Yevgenia (n. 1949), violinista.  Tigran fue rector (presidente) del Conservatorio de Moscú en 2005-2009.
Alikhanov sufrió un derrame cerebral en 1964. Renunció a su cargo como director del ITEP en 1968.  Alikhanov murió en Moscú el 8 de diciembre de 1970, a la edad de 66 años. Fue enterrado en el cementerio Novodevichy de Moscú.

## Relación con el Partido Comunista

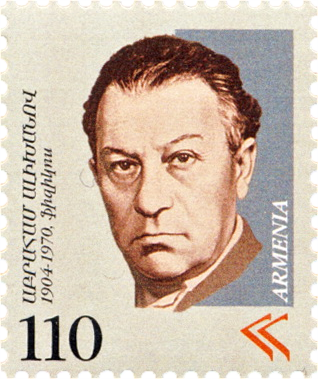
Alikhanov en un sello de Armenia de 2000

Alijanov nunca se afilió al Partido Comunista. Según su colega Boris L. Ioffe, a Alijanov "no le gustaba el régimen soviético" y era "bastante franco". Dijo a sus colegas que Lavrentiy Beria, jefe de la policía secreta de Stalin, era una "persona espantosa" antes de la caída de Beria y fue el único físico importante que visitó a Pyotr Kapitsa cuando fue enviado al exilio cerca de Moscú por orden de Stalin. Posteriormente, Alijanov firmó una carta colectiva dirigida a los dirigentes soviéticos en la que les pedía que devolvieran a Kapitsa la dirección del Instituto de Problemas Físicos.
No colaboró con las autoridades durante las campañas antisemitas, anticosmopolitas y de complot de los médicos en los años de la posguerra, cuando los judíos fueron despedidos de sus lugares de trabajo. Abov señaló que Alikhanov protegió a sus colegas durante la campaña, aunque "por supuesto, hubo víctimas, pero él supo minimizarlas". 
En octubre de 1955, Alijanov fue uno de los destacados científicos soviéticos que firmaron la "Carta de los 300 ", en la que criticaban a Trofim Lysenko y el lysenkoísmo y apoyaban la genética.
En 1956, Alijanov sufrió presiones cuando varios miembros del personal del ITEP pronunciaron discursos a favor de la democracia en la organización del Partido Comunista del instituto. La organización del partido fue disuelta. Alikhanov se reunió con Khrushchev y éste le dijo que quería impedir la detención de los disidentes. A su vez, Alijanov dijo a los disidentes: "Si sabíais lo que hacíais, sois héroes. Si no lo sabíais, sois tontos". Yuri Orlov, uno de los disidentes que se vio obligado a abandonar el ITEP, encontró trabajo en el Instituto de Física de Ereván, dirigido por el hermano de Alijanov, Artem.
Orlov señaló que después de la denuncia de Stalin por parte de Khrushchev en 1956, Alikhanov estaba entre "unos 20 o 30 físicos destacados" que "fueron muy activos escribiendo cartas colectivas (no para publicación, por supuesto) a los líderes [soviéticos] protestando contra los intentos de restaurar o proteger el estalinismo" cuando "la mayoría de los científicos [...] tenían miedo de participar en tal actividad". En marzo de 1966 se unió a Pyotr Kapitsa, Andrei Sakharov y otros que pedían a Leonid Brezhnev que no rehabilitara a Stalin.

## Reconocimiento y legado
El Instituto de Física Teórica y Experimental (ITEP), que Alikhanov dirigió desde sus inicios en 1945 hasta 1968,  recibió su nombre en 2004. 
Alikhanov es ampliamente reconocido como uno de los principales físicos soviéticos. Un obituario de 1974 en la Física Soviética Uspekhi llamó a Alikhanov "uno de los fundadores de la física nuclear en nuestro país".  Mikhail Shifman describió a Alikhanov como el fundador de la física experimental nuclear y de partículas en la Unión Soviética, junto con Igor Kurchatov,  y uno de los "padres" de la física de partículas soviética, junto con Lev Landau e Isaak Pomeranchuk . Yuri Abov opinó que la investigación de Alijanov en 1933-40 era digna de un Premio Nobel. 
En una carta de 1945 a Stalin, Pyotr Kapitsa escribió: "Los camaradas Alikhanov, Ioffe y Kurchatov son tan competentes como yo o incluso más". Yuri Orlov sugería que Alijanov "no era un genio como Landau o Kapitsa", pero sostenía que era "un científico distinguido y un hombre honesto", que transmitía a sus alumnos "su altísimo nivel".
Una calle de Ereván lleva el nombre de los hermanos Alijanov, mientras que la calle Académico Alijanov de Moscú fue rebautizada en 2018.
La televisión pública de Armenia produjo un documental de una hora de duración sobre Alikhanov en 2019.

### Honores

#### Premios
- Premio Stalin (1941, 1948, 1953)
- Orden de la Bandera Roja del Trabajo (1964)
- Orden de Lenin (1945, 1953)
- Héroe del Trabajo Socialista (1954)

#### Pertenencia a
- Miembro correspondiente de la Academia Soviética de Ciencias (enero de 1939)
- Académico de número de la Academia Soviética de Ciencias (27 de septiembre de 1943)
- Miembro de número (Académico) de la Academia de Ciencias de Armenia (1943)
- Miembro extranjero de la Academia Serbia de Ciencias y Artes (1962)

## Otras lecturas
- «Алиханов Абрам Исаакович (1904—1970) [Alikhanov Abram Isaakovich (1904-1970)]». biblioatom.ru. Rosatom. Archivado desde el original el 19 de julio de 2019.
- Garibian, G. M., ed. (1987). Աբրահամ Իսահակի Ալիխանով / Абрам Исаакович Алиханов (en armenian, Russian). Yerevan: Armenian SSR Academy of Sciences. archived PDF
- Abov, Yuri G. (2004). Академик А. И. Алиханов: воспоминания, письма, документы [Academician A. I. Alikhanov: Memories, Letters, Documents] (en ruso). Moscow: Fizmatlit. ISBN 5-9221-0478-0.
- Frederic L. Holmes, ed. (1990). «Alikhanov, Abram Isaakovich». Dictionary of Scientific Biography Supplement II 17. Charles Scribner's Sons. pp. 15-16. ISBN 0-684-19177-6.